# Bingen am Rhein
Bingen am Rhein je grad u okrugu Mainz-Bingen u pokrajini Porajnje-Falačka, Njemačka.

## Povijest
Naselje je imalo izvorni naziv Bingium, keltska riječ koja znači "rupa u stijeni". Bingen je bio polazna točka za Via Ausonia, rimsku vojnu cestu koja je povezivala grad s Trierom. 
Nakon pada Limesa grad je postao franački kraljevski posjed.
Stanovnici Bingena su željeli neovisnost. U 13. stoljeću Bingen je bio član rajnskog lige gradova. Zadnji pokušaj je bio neuspješano sudjelovanje u njemačkom seljačkom ratu 1525. godine. Kao i mnogi gradove u dolini, grad je pretrpio nekoliko požara i ratova.
Od 1792. do 1813. grad je bio, kao dio departmana Mont-Tonnerre (ili Donnersberg), francuski, nakon što su francuske revolucionarne postrojbe okupirale lijevu obalu Rajne. 1816. godine nakon kongresa u Beču, grad pripada Velikom Vojvodstvu Hesse-Darmstadt.
Epitet am Rhein grad nosi od 1. srpnja 1982.

## Glavne znamenitosti
- Mäuseturm
- Bivša samostanska crkva, bazilika Svetog Martina iz 15. stoljeća s romaničkim kripta
- Dvorac Klopp (Burg Klopp)
- Rochuskapelle
- Drususbrücke (most) s romaničkom kapelom
- Stari rajnski kran
- Haferkasten (poslije 1689.) sa Stefan-George muzejom
- Puricellipalais, zgrada iz 1780.
- staro groblje iz 19. stoljeća s Napoleonovim spomenik
- Povijesni muzej na temu Hildegarde iz Bingena
- rimska villa rustica u Bingenskoj šumi
- Posebno zaštićeno područje Rajne
- Bingerbrück Reiter, tehnološki spomenik kulture

## Međunarodna suradnja
- Hitchin, Ujedinjeno Kraljevstvo, od 1958.
- Nuits-Saint-Georges, Francuska, od 1960.
- Venarey-les-Laumes, Francuska, od 1967.
- Prizren, Kosovo, od 1968.

## Vanjske poveznice
- Službene stranice (njem.)
- Bingen am Rhein - turističke informacije